# أرمي أباد
أرمي أباد (بالفارسية: ارمی‌آباد) هي قرية تقع في غلستان في إيران. يقدر عدد سكانها بـ 1,126 نسمة .